# Joseph Ambrose Stapf
Joseph Ambrose Stapf (ur. 15 sierpnia 1785 we Fließ, zm. 10 stycznia 1844 w Brixen) – austriacki teolog.
Studiował w Innsbrucku gdzie uzyskał stopień doktora teologii. W 1823 roku został profesorem teologii moralnej i pedagogiki w seminarium duchownym w Bressanone.
Głównym dziełem Stapfa była wydana w czterech tomach Theologia moralis in compendium redacta, od 1830 została oficjalnie zatwierdzona jako podręcznik dla seminariów duchownych w Austrii.

## Dzieła
- Theologia moralis in compendium redacta (1827-30)
- Epitome theologiæ moralis publicis prælectionibus accommodata (1832)
- Erziehungslehre im Geiste der katholischen Kirche (1832)
- Expositio casuum reservatorum in diocesi Brixinensi (1836)
- Der hl. Vincentius von Paul, dargestellt in seinem Leben und Wirken (1837)
- Die christliche Sittenlehre (1848-49)